# Beltsee

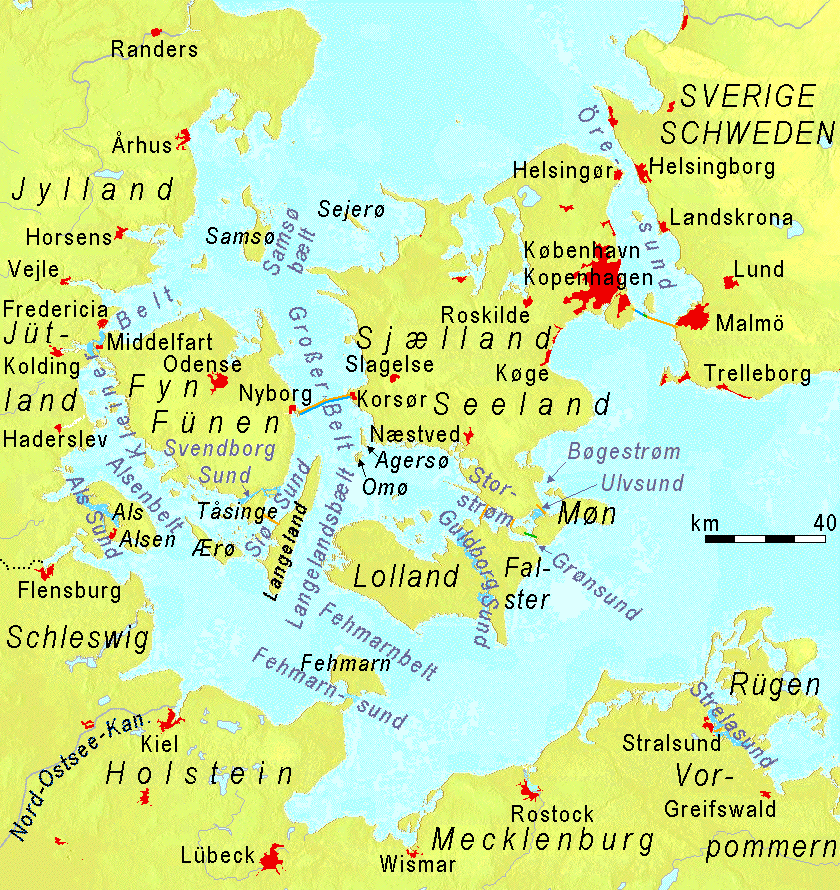
Die Beltsee und ihre Meerengen

Die Beltsee ist Teil der westlichen Ostsee und verbindet die Nordsee, genauer gesagt das in mancher Beziehung der Ostsee zugerechnete Kattegat, mit der übrigen Ostsee. Ihre Wassertiefe beträgt bis zu 25 Meter.
Zur Beltsee gehören der Öresund, der Kleine und Große Belt, die Kieler Bucht, Fehmarnbelt, Fehmarnsund und Mecklenburger Bucht. 
Ihre östliche Begrenzung findet die Beltsee in der Darßer Schwelle (zwischen dem Darß und Falster) und der Drogden-Schwelle (zwischen Malmö und Kopenhagen). Sie ist eine hydrografische Grenzfläche, die das Kattegat-Salzwasser mit einem Salzgehalt von etwa 2,0–2,6 Prozent gegen das Ostsee-Brackwasser mit einem Salzgehalt von circa 0,6–1,2 Prozent abgrenzt.
Im Gegensatz zu großen Teilen der südlichen Ostsee war die Region der Beltsee bis etwa 7000 v. Chr. weitgehend trockenes Land und wurde erst im Zuge der Littorina-Transgression geflutet.